# Bedellia

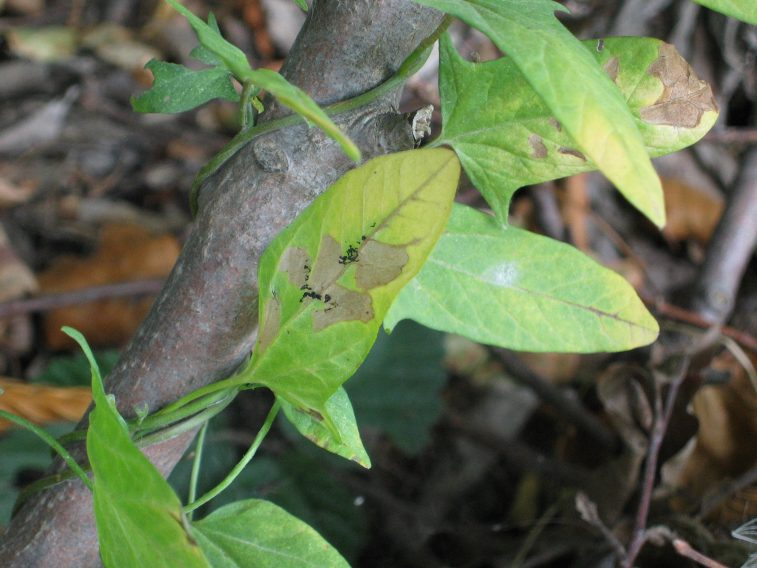
Bedellia somnulentella; Fraßspuren der Raupe an Zaunwinde: Salzburg, Flachgau, Eugendorf, Sophiensiedlung, 2003.08.27

Bedellia ist die einzige Gattung der Schmetterlingsfamilie Bedelliidae innerhalb der Überfamilie Yponomeutoidea. Der Gattung werden derzeit 18 Arten zugerechnet, von denen drei in Europa vorkommen. Die Gruppe ist weltweit, mit Ausnahme der Neotropis verbreitet. Die Art Bedellia somnulentella kann als Schädling an Prunkwinden (Ipomoea) auftreten.

## Merkmale
Die Falter sind klein und haben eine gräuliche Farbe. Ihr Kopf am Vertex ist mit haarförmigen (piliformen) Schuppen versehen, das Gesicht ist glatt beschuppt. Punktaugen (Ocelli) und Jordansche Organe (Chaetosemata) fehlen. Die Schuppen am Scapus bilden einen dichten Kamm, es wird jedoch keine Kappe über den Augen gebildet. Die Schienen (Tibien) der Hinterbeine sind dorsal behaart.
Zu den möglichen Autapomorphien der Gruppe gehören folgende Merkmale: Die Flügeladern Rs2, Rs3, Rs3 und ?M1+M2 entspringen einem gemeinsamen Stamm, der an der zugespitzten Spitze der Diskalzelle entspringt und bei den Männchen fehlt am achten Segment der pleurale Lobus. Der unbestachelte Hinterleib bei den Imagines und die im Verhältnis zu den mittleren beiden Bauchbeinpaaren verkürzten Bauchbeine am dritten und sechsten Segment könnten weitere Autapomorphien der Gruppe sein.
Die Raupen haben eine lange Spinndrüse und am Thorax ist wie auch bei der Familie Heliodinidae Seta VI unentwickelt. Mit den Raupen der Familie Lyonetiidae haben sie gemein, dass der Epipharynx auffällig befranst ist. Bei ihnen befinden sich am ersten bis siebten Hinterleibssegment auch nur zwei seitliche Seten. Die Puppe hat an der Frons einen kegelförmigen Fortsatz. Diese beiden Merkmale treten auch bei anderen Gruppen der Yponomeutoidea konvergent auf.

## Lebensweise
Die Raupen sind Minierer in Blättern und fressen an verschiedenen Pflanzenfamilien, wie etwa an Süßgräsern (Poaceae), Liliengewächsen (Liliaceae), Brennnesselgewächsen (Urticaceae) und Windengewächsen (Convolvulaceae). Die Minen bestehen anfangs aus einem engen Fraßgang, später wird ein Fleck am Blatt ausgefressen und es werden sogar mehrere Minen angelegt und es kann auch das Blatt gewechselt werden. Das Genagsel wird aus der Mine ausgeworfen. Außerhalb der Minen wird am Blatt ein offenes seidenes Netz gesponnen. Die Verpuppung erfolgt in einem lockeren Gespinst unter- oder oberhalb der Mine. Es wird kein eigentlicher Kokon gesponnen.

## Systematik
Die Gattung der monotypischen Familie wurde ursprünglich zur Familie der Lyonetiidae gezählt. Die Verwandtschaftsverhältnisse der Gruppe sind jedoch bis dato unklar.

## Belege